# Breviceps bagginsi
Breviceps bagginsi é uma espécie de anfíbio da família Microhylidae.
É endémica da África do Sul.
Os seus habitats naturais são: campos de gramíneas de clima temperado e plantações .
Está ameaçada por perda de habitat.